# Coppa CEV 2018-2019 (femminile)
La Coppa CEV 2018-2019 si è svolta dal 27 novembre 2018 al 26 marzo 2019: al torneo hanno partecipato ventisette squadre di club europee e la vittoria finale è andata per la terza volta all'UYBA.

## Regolamento
Le squadre hanno disputato sedicesimi di finale (a cui si sono aggiunte sette squadre provenienti dalla Champions League 2018-19), ottavi di finale, quarti di finale, semifinali e finale, tutte giocate con gare di andata e ritorno (coi punteggi di 3-0 e 3-1 sono stati assegnati 3 punti alla squadra vincente e 0 a quella perdente, col punteggio di 3-2 sono stati assegnati 2 punti alla squadra vincente e 1 a quella perdente; in caso di parità di punti dopo le due partite è stato disputato un golden set).

## Squadre partecipanti
| - Graz - Asterix Avo - Oudegem - Levski Sofia - Jedinstvo Brčko - Viesti Salo - ASPTT Mulhouse | - Saint-Raphaël - Dresdner - UYBA - Sliedrecht - Førde - Olomouc - Ostrava | - Prostějov - Alba-Blaj - Știința Bacău - Târgoviște - Enisej - Železničar Lajkovac - Branik | - Düdingen - Sm'Aesch Pfeffingen - Galatasaray - Chimik - Békéscsabai - Nyíregyháza |

## Torneo

### Sedicesimi di finale

#### Andata
| - Durata: 0 - Spettatori: 0                                                              | Bye                 | -     | Alba-Blaj           |                                   |
| 29 novembre 2018 Hristo Botev Hall, Sofia Durata: 1h:05 - Spettatori: 150                | Levski Sofia        | 0 - 3 | Prostějov           | 18-25, 18-25, 16-25               |
| 28 novembre 2018 Športna Dvorana Ljudski Vrt, Maribor Durata: 1h:13 - Spettatori: 200    | Branik              | 0 - 3 | Enisej              | 20-25, 23-25, 22-25               |
| 27 novembre 2018 Sala Polivalentă, Târgoviște Durata: 1h:20 - Spettatori: 1 900          | Târgoviște          | 0 - 3 | Galatasaray         | 23-25, 21-25, 24-26               |
| 28 novembre 2018 Lajkovac Hala Sportova, Lajkovac Durata: 1h:53 - Spettatori: 1 000      | Železničar Lajkovac | 2 - 3 | Știința Bacău       | 25-20, 22-25, 21-25, 25-13, 10-15 |
| - Durata: 0 - Spettatori: 0                                                              | Bye                 | -     | Sliedrecht          |                                   |
| 29 novembre 2018 Salohalli, Salo Durata: 1h:41 - Spettatori: 1 205                       | Viesti Salo         | 1 - 3 | Asterix Avo         | 25-23, 21-25, 17-25, 22-25        |
| - Durata: 0 - Spettatori: 0                                                              | Bye                 | -     | Olomouc             |                                   |
| 28 novembre 2018 Sporthal Sint-Gillis, Dendermonde Durata: 1h:39 - Spettatori: 220       | Oudegem             | 3 - 1 | Sm'Aesch Pfeffingen | 25-20, 25-17, 25-27, 25-15        |
| 27 novembre 2018 FSK Olymp, Južne Durata: 1h:43 - Spettatori: 750                        | Chimik              | 3 - 1 | Békéscsabai         | 28-26, 20-25, 25-15, 25-23        |
| 28 novembre 2018 Førdehuset, Førde Durata: 0h:54 - Spettatori: 550                       | Førde               | 3 - 2 | Saint-Raphaël       | 23-25, 15-25, 25-7, 25-0, 25-0    |
| - Durata: 0 - Spettatori: 0                                                              | Bye                 | -     | Jedinstvo Brčko     |                                   |
| 28 novembre 2018 PalaPiantanida, Busto Arsizio Durata: 2h:03 - Spettatori: 1 500         | UYBA                | 3 - 2 | Dresdner            | 25-21, 24-26, 25-22, 23-25, 15-10 |
| 28 novembre 2018 Sportovní hala Sareza, Ostrava Durata: 2h:10 - Spettatori: 450          | Ostrava             | 3 - 2 | Graz                | 28-26, 16-25, 18-25, 25-15, 15-9  |
| 28 novembre 2018 Halle Omnisport Saint-Léonard, Friburgo Durata: 1h:47 - Spettatori: 822 | Düdingen            | 1 - 3 | Nyíregyháza         | 27-29, 25-14, 19-25, 22-25        |
| - Durata: 0 - Spettatori: 0                                                              | Bye                 | -     | ASPTT Mulhouse      |                                   |

#### Ritorno
| - Durata: 0 - Spettatori: 0                                                               | Alba-Blaj           | -     | Bye                 |                                      |
| 5 dicembre 2018 Sport Centrum, Prostějov Durata: 1h:01 - Spettatori: 500                  | Prostějov           | 3 - 0 | Levski Sofia        | 25-14, 25-17, 25-15                  |
| 5 dicembre 2018 Dom Sporta Imeni M. Dvorkina, Krasnojarsk Durata: 1h:07 - Spettatori: 400 | Enisej              | 3 - 0 | Branik              | 26-24, 25-19, 25-13                  |
| 4 dicembre 2018 Burhan Felek Spor Salonu, Istanbul Durata: 1h:02 - Spettatori: 250        | Galatasaray         | 3 - 0 | Târgoviște          | 25-22, 25-19, 25-16                  |
| 5 dicembre 2018 Sala Sporturilor, Bacău Durata: 1h:10 - Spettatori: 400                   | Știința Bacău       | 3 - 0 | Železničar Lajkovac | 25-19, 25-21, 25-16                  |
| - Durata: 0 - Spettatori: 0                                                               | Sliedrecht          | -     | Bye                 |                                      |
| 5 dicembre 2018 Topsporthal, Beveren Durata: 1h:12 - Spettatori: 249                      | Asterix Avo         | 3 - 0 | Viesti Salo         | 27-25, 25-18, 25-20                  |
| - Durata: 0 - Spettatori: 0                                                               | Olomouc             | -     | Bye                 |                                      |
| 5 dicembre 2018 St. Jakobshalle, Basilea Durata: 1h:21 - Spettatori: 1 050                | Sm'Aesch Pfeffingen | 3 - 0 | Oudegem             | 25-16, 25-14, 25-21 Golden set: 15-9 |
| 5 dicembre 2018 Városi Sportcsarnok, Békéscsaba Durata: 1h:33 - Spettatori: 1 400         | Békéscsabai         | 3 - 0 | Chimik              | 30-28, 25-15, 25-16 Golden set: 15-9 |
| 5 dicembre 2018 Palais des sports Krakowski, Fréjus Durata: 1h:08 - Spettatori: 622       | Saint-Raphaël       | 3 - 0 | Førde               | 25-20, 25-18, 25-12                  |
| - Durata: 0 - Spettatori: 0                                                               | Jedinstvo Brčko     | -     | Bye                 |                                      |
| 5 dicembre 2018 Margon Arena, Dresda Durata: 1h:18 - Spettatori: 2 300                    | Dresdner            | 0 - 3 | UYBA                | 24-26, 17-25, 20-25                  |
| 6 dicembre 2018 Raiffeisen Sportpark, Graz Durata: 1h:51 - Spettatori: 300                | Graz                | 3 - 1 | Ostrava             | 25-23, 20-25, 25-17, 25-23           |
| 5 dicembre 2018 Continental Aréna, Nyíregyháza Durata: 1h:06 - Spettatori: 700            | Nyíregyháza         | 3 - 0 | Düdingen            | 25-18, 25-17, 25-14                  |
| - Durata: 0 - Spettatori: 0                                                               | ASPTT Mulhouse      | -     | Bye                 |                                      |

#### Squadre qualificate
| - Graz - Asterix Avo - Jedinstvo Brčko - ASPTT Mulhouse - Saint-Raphaël - UYBA - Sliedrecht - Olomouc | - Prostějov - Alba-Blaj - Știința Bacău - Enisej - Sm'Aesch Pfeffingen - Galatasaray - Békéscsabai - Nyíregyháza |

### Ottavi di finale

#### Andata
| 19 dicembre 2018 Sala Transilvania, Sibiu Durata: 1h:01 - Spettatori: 1 500                | Alba-Blaj           | 3 - 0 | Prostějov     | 25-16, 25-12, 25-16               |
| 19 dicembre 2018 Dom Sporta Imeni M. Dvorkina, Krasnojarsk Durata: 1h:52 - Spettatori: 500 | Enisej              | 3 - 2 | Galatasaray   | 20-25, 25-22, 19-25, 25-23, 15-11 |
| 19 dicembre 2018 Sala Sporturilor, Bacău Durata: 1h:46 - Spettatori: 300                   | Știința Bacău       | 3 - 2 | Sliedrecht    | 25-21, 17-25, 25-14, 17-25, 16-14 |
| 19 dicembre 2018 Topsporthal, Beveren Durata: 1h:41 - Spettatori: 225                      | Asterix Avo         | 1 - 3 | Olomouc       | 26-28, 25-16, 17-25, 15-25        |
| 20 dicembre 2018 St. Jakobshalle, Basilea Durata: 1h:56 - Spettatori: 880                  | Sm'Aesch Pfeffingen | 2 - 3 | Békéscsabai   | 14-25, 25-19, 25-22, 21-25, 9-15  |
| 18 dicembre 2018 Sportska Dvorana Magnet, Brčko Durata: 1h:30 - Spettatori: 800            | Jedinstvo Brčko     | 1 - 3 | Saint-Raphaël | 25-21, 14-25, 17-25, 12-25        |
| 19 dicembre 2018 Raiffeisen Sportpark, Graz Durata: 1h:01 - Spettatori: 210                | Graz                | 0 - 3 | UYBA          | 11-25, 21-25, 14-25               |
| 18 dicembre 2018 Palais des Sports, Mulhouse Durata: 1h:34 - Spettatori: 1 500             | ASPTT Mulhouse      | 3 - 1 | Nyíregyháza   | 25-19, 25-20, 21-25, 25-19        |

#### Ritorno
| 22 gennaio 2019 Sport Centrum, Prostějov Durata: 1h:14 - Spettatori: 700             | Prostějov     | 0 - 3 | Alba-Blaj           | 25-27, 19-25, 18-25        |
| 22 gennaio 2019 Burhan Felek Spor Salonu, Istanbul Durata: 1h:22 - Spettatori: 1 500 | Galatasaray   | 3 - 1 | Enisej              | 25-18, 24-26, 25-15, 25-15 |
| 22 gennaio 2019 Sporthal De Basis, Sliedrecht Durata: 1h:08 - Spettatori: 950        | Sliedrecht    | 0 - 3 | Știința Bacău       | 20-25, 21-25, 22-25        |
| 24 gennaio 2019 Univerzita Palackého, Olomouc Durata: 1h:30 - Spettatori: 1 100      | Olomouc       | 3 - 1 | Asterix Avo         | 25-21, 17-25, 25-13, 25-15 |
| 24 gennaio 2019 Városi Sportcsarnok, Békéscsaba Durata: 1h:31 - Spettatori: 1 430    | Békéscsabai   | 3 - 1 | Sm'Aesch Pfeffingen | 25-18, 15-25, 25-17, 25-17 |
| 23 gennaio 2019 Palais des sports Krakowski, Fréjus Durata: 1h:21 - Spettatori: 780  | Saint-Raphaël | 3 - 0 | Jedinstvo Brčko     | 27-25, 25-23, 25-18        |
| 24 gennaio 2019 PalaPiantanida, Busto Arsizio Durata: 1h:27 - Spettatori: 1 274      | UYBA          | 3 - 1 | Graz                | 25-15, 25-12, 23-25, 25-22 |
| 23 gennaio 2019 Continental Aréna, Nyíregyháza Durata: 1h:16 - Spettatori: 900       | Nyíregyháza   | 0 - 3 | ASPTT Mulhouse      | 19-25, 20-25, 23-25        |

#### Squadre qualificate
- ASPTT Mulhouse
- Saint-Raphaël
- UYBA
- Olomouc
- Alba-Blaj
- Știința Bacău
- Galatasaray
- Békéscsabai

### Quarti di finale

#### Andata
| 6 febbraio 2019 Burhan Felek Spor Salonu, Istanbul Durata: 1h:09 - Spettatori: 1 000 | Galatasaray   | 3 - 0 | Alba-Blaj      | 25-23, 25-20, 25-17               |
| 5 febbraio 2019 Sala Sporturilor, Bacău Durata: 2h:02 - Spettatori: 300              | Știința Bacău | 3 - 2 | Olomouc        | 25-19, 20-25, 25-21, 24-26, 15-8  |
| 7 febbraio 2019 Városi Sportcsarnok, Békéscsaba Durata: 2h:04 - Spettatori: 1 680    | Békéscsabai   | 3 - 2 | Saint-Raphaël  | 25-23, 18-25, 24-26, 26-24, 15-10 |
| 6 febbraio 2019 PalaPiantanida, Busto Arsizio Durata: 1h:22 - Spettatori: 1 478      | UYBA          | 3 - 0 | ASPTT Mulhouse | 25-22, 25-23, 25-17               |

#### Ritorno
| 12 febbraio 2019 Sala Transilvania, Sibiu Durata: 1h:19 - Spettatori: 1 700            | Alba-Blaj      | 3 - 0 | Galatasaray   | 25-20, 25-23, 25-16 Golden set: 15-5 |
| 12 febbraio 2019 Univerzita Palackého, Olomouc Durata: 2h:02 - Spettatori: 1 100       | Olomouc        | 2 - 3 | Știința Bacău | 25-21, 25-20, 20-25, 20-25, 16-18    |
| 13 febbraio 2019 Palais des sports Krakowski, Fréjus Durata: 1h:22 - Spettatori: 1 258 | Saint-Raphaël  | 0 - 3 | Békéscsabai   | 23-25, 23-25, 16-25                  |
| 14 febbraio 2019 Palais des Sports, Mulhouse Durata: 1h:48 - Spettatori: 2 300         | ASPTT Mulhouse | 2 - 3 | UYBA          | 13-25, 14-25, 25-23, 25-20, 13-15    |

#### Squadre qualificate
- UYBA
- Alba-Blaj
- Știința Bacău
- Békéscsabai

### Semifinali

#### Andata
| 26 febbraio 2019 Sala Sporturilor, Bacău Durata: 1h:07 - Spettatori: 1 200         | Știința Bacău | 0 - 3 | Alba-Blaj | 12-25, 16-25, 16-25 |
| 26 febbraio 2019 Városi Sportcsarnok, Békéscsaba Durata: 1h:09 - Spettatori: 1 780 | Békéscsabai   | 0 - 3 | UYBA      | 23-25, 14-25, 18-25 |

#### Ritorno
| 5 marzo 2019 Sala Transilvania, Sibiu Durata: 1h:08 - Spettatori: 1 600      | Alba-Blaj | 3 - 0 | Știința Bacău | 25-14, 25-19, 25-23 |
| 5 marzo 2019 PalaPiantanida, Busto Arsizio Durata: 1h:14 - Spettatori: 2 128 | UYBA      | 3 - 0 | Békéscsabai   | 25-22, 25-18, 25-11 |

#### Squadre qualificate
- UYBA
- Alba-Blaj

### Finale

#### Andata
| 19 marzo 2019 Sala Transilvania, Sibiu Durata: 1h:06 - Spettatori: 2 000 | Alba-Blaj | 0 - 3 | UYBA | 19-25, 16-25, 14-25 |

#### Ritorno
| 26 marzo 2019 PalaPiantanida, Busto Arsizio Durata: 1h:50 - Spettatori: 4 215 | UYBA | 3 - 1 | Alba-Blaj | 25-27, 25-19, 25-23, 25-20 |

#### Squadra campione
- UYBA

## Statistiche
| Rendimento individuale | Rendimento individuale | Rendimento individuale | Rendimento individuale |
| Pos.                   | Nome                   | Punti                  | Squadra                |
| ---------------------- | ---------------------- | ---------------------- | ---------------------- |
| 1                      | Nikoleta Perović       | 167                    | Békéscsabai            |
| 2                      | Britt Herbots          | 133                    | UYBA                   |
| 3                      | Ana Cazacu             | 101                    | Știința Bacău          |
| 4                      | Meryem Boz             | 99                     | Galatasaray            |
| 5                      | Alessia Gennari        | 97                     | UYBA                   |
| 6                      | Denisa Rogojinaru      | 94                     | Știința Bacău          |
| 7                      | Ioana Baciu            | 90                     | Alba-Blaj              |
| 7                      | Floortje Meijners      | 90                     | UYBA                   |
| 7                      | Slavina Koleva         | 90                     | Știința Bacău          |
| 10                     | Karolina Goliat        | 82                     | Saint-Raphaël          |

| Attacchi vincenti | Attacchi vincenti | Attacchi vincenti | Attacchi vincenti |
| Pos.              | Nome              | Punti             | Squadra           |
| ----------------- | ----------------- | ----------------- | ----------------- |
| 1                 | Nikoleta Perović  | 139               | Békéscsabai       |
| 2                 | Britt Herbots     | 120               | UYBA              |
| 3                 | Meryem Boz        | 83                | Galatasaray       |
| 4                 | Alessia Gennari   | 81                | UYBA              |
| 5                 | Ioana Baciu       | 79                | Alba-Blaj         |
| 6                 | Denisa Rogojinaru | 77                | Știința Bacău     |
| 6                 | Ana Cazacu        | 77                | Știința Bacău     |
| 8                 | Slavina Koleva    | 76                | Știința Bacău     |
| 9                 | Hande Baladın     | 66                | Galatasaray       |
| 9                 | Tatjana Bokan     | 66                | Békéscsabai       |

| Muri vincenti | Muri vincenti      | Muri vincenti | Muri vincenti       |
| Pos.          | Nome               | Punti         | Squadra             |
| ------------- | ------------------ | ------------- | ------------------- |
| 1             | Sara Bonifacio     | 26            | UYBA                |
| 2             | Nađa Ninković      | 21            | Alba-Blaj           |
| 2             | Beatrice Berti     | 21            | UYBA                |
| 4             | Nikoleta Perović   | 19            | Békéscsabai         |
| 5             | Nneka Onyejekwe    | 18            | Alba-Blaj           |
| 5             | Ana Otašević       | 18            | Știința Bacău       |
| 7             | Veronika Trnková   | 17            | Olomouc             |
| 8             | Marlies Janssens   | 16            | Asterix Avo         |
| 8             | Sofija Medić       | 16            | Békéscsabai         |
| 10            | Gabi Schottroff    | 15            | Sm'Aesch Pfeffingen |
| 10            | Michaela Abrhámová | 15            | Saint-Raphaël       |
| 10            | Alessia Orro       | 15            | UYBA                |

| Battute vincenti | Battute vincenti   | Battute vincenti | Battute vincenti |
| Pos.             | Nome               | Punti            | Squadra          |
| ---------------- | ------------------ | ---------------- | ---------------- |
| 1                | Floortje Meijners  | 16               | UYBA             |
| 2                | Aslı Kalaç         | 12               | Galatasaray      |
| 2                | Alexandra Botezat  | 12               | UYBA             |
| 4                | Silke Van Avermaet | 11               | Asterix Avo      |
| 4                | Sofija Medić       | 11               | Békéscsabai      |
| 4                | Ana Cazacu         | 11               | Știința Bacău    |
| 7                | Ana Lazarević      | 9                | Alba-Blaj        |
| 7                | Sonja Newcombe     | 9                | Alba-Blaj        |
| 7                | Nikoleta Perović   | 9                | Békéscsabai      |
| 10               | Celine Van Gestel  | 8                | Asterix Avo      |
| 10               | Anja Dörfler       | 8                | Graz             |
| 10               | Karolina Goliat    | 8                | Saint-Raphaël    |
| 10               | Alessia Gennari    | 8                | UYBA             |
| 10               | Britt Herbots      | 8                | UYBA             |
| 10               | Ana Otašević       | 8                | Știința Bacău    |
| 10               | Alessia Orro       | 8                | UYBA             |